# Elisa Valensin
Elisa Valensin (* 1. Januar 2007 in Segrate) ist eine italienische Leichtathletin, die sich auf den Sprint spezialisiert hat.

## Sportliche Laufbahn
Die in Segrate bei Mailand geborene Elisa Valensin startet für den in Bergamo ansässigen Leichtathletikverein Atletica Bergamo 1959 Oriocenter. Erste internationale Erfahrungen sammelte sie beim Europäischen Olympischen Jugendfestival (EYOF) 2023 in Maribor, bei dem sie in 1:18,64 min den achten Platz im 400-Meter-Hürdenlauf belegte und mit der italienischen Medley-Staffel (1000 Meter) in 2:06,45 min die Silbermedaille gewann. Anschließend belegte sie bei den U20-Europameisterschaften in Jerusalem in 23,77 s den siebten Platz im 200-Meter-Lauf aus und wurde mit der 4-mal-100-Meter-Staffel im Vorlauf disqualifiziert. Im Jahr darauf siegte sie bei den U18-Europameisterschaften in Banská Bystrica mit neuem Meisterschaftsrekord von 23,09 s über 200 Meter und sicherte sich auch mit der Medley-Staffel in 2:05,23 min die Goldmedaille. Anschließend belegte sie bei den U20-Weltmeisterschaften in Lima in 52,69 s den sechsten Platz über 400 Meter und gelangte mit der 4-mal-400-Meter-Staffel mit 3:35,47 min auf den fünften Platz. 2025 schied sie bei den U20-Europameisterschaften in Tampere mit 23,68 s im Halbfinale über 200 Meter aus und siegte in 43,72 s in der 4-mal-100-Meter-Staffel.
In den Jahren 2024 und 2025 wurde Valensin italienische Hallenmeisterin in der 4-mal-400-Meter-Staffel.

## Persönliche Bestleistungen
- 100 Meter: 11,68 s (+0,7 m/s), 13. April 2024 in Florenz
  - 60 Meter (Halle): 7,88 s, 23. Januar 2022 in Casalmaggiore
- 200 Meter: 23,09 s (+1,0 m/s), 20. Juli 2024 in Banská Bystrica (italienischer U20-Rekord)
  - 200 Meter (Halle): 23,39 s, 1. März 2025 in Metz
- 400 Meter: 52,23 s, 28. August 2024 in Lima (italienischer U20-Rekord)
  - 400 Meter (Halle): 53,04 s, 18. Januar 2025 in Ancona
- 400 m Hürden: 59,10 ,s, 11. Juni 2023 in Bergamo